# 詹姆斯·卡梅隆

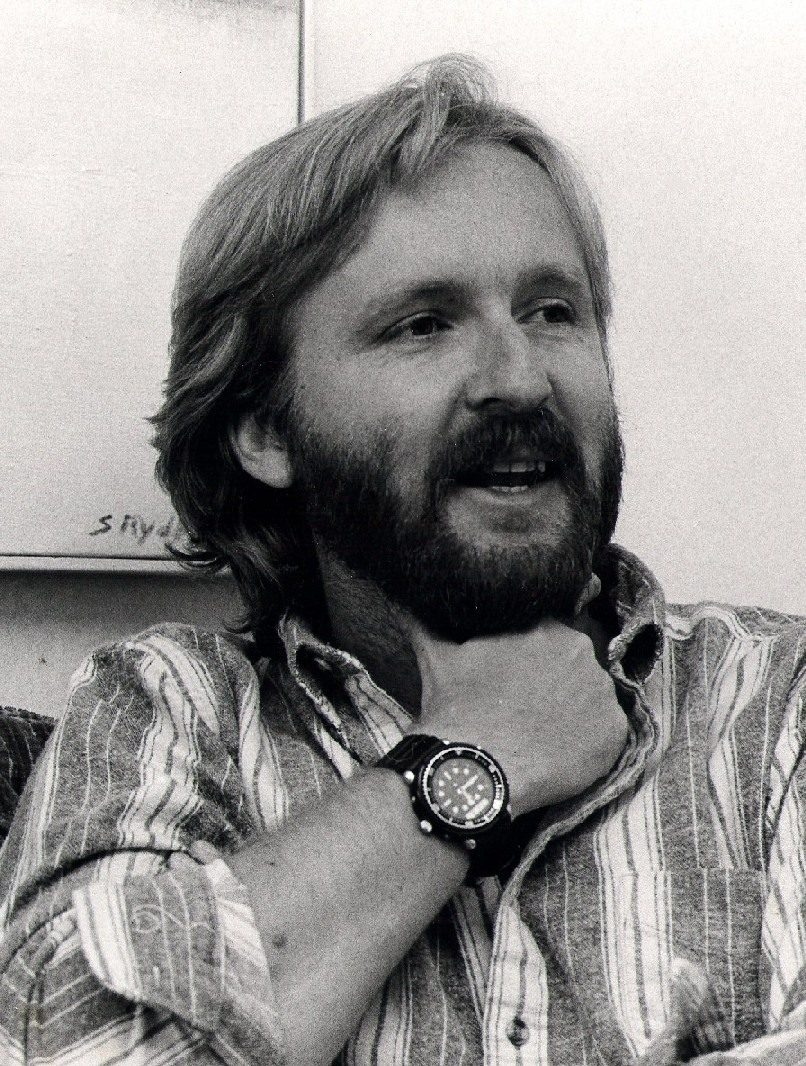
1986年的詹姆斯·卡梅隆

詹姆斯·弗朗西斯·卡麥隆（英語：James Francis Cameron, CC，1954年8月16日—）是一位加拿大電影製片人和海洋探險家。作為後新好萊塢時代的重要人物，卡梅隆被認為是電影行業中最具創新精神的製片人之一，經常通過採用新技術推動電影的創新。
他首次因編劇和執導1984年的《終結者》而受到認可，並憑藉《異形2》（1986年）、《深淵》（1989年）、《终结者2：审判日》（1991年）和《真實的謊言》（1994年）取得了進一步的成功。他執導並編劇了1997年的《鐵達尼號》和2009年的《阿凡達》以及其續集，其中《鐵達尼號》榮獲他在奥斯卡金像奖最佳影片、最佳導演和最佳剪輯獎項。他還獲得了其他各種行業榮譽，他的兩部電影被美國國會圖書館選為國家影片登記表的保護對象。
卡梅隆是光影風暴娛樂、數字王國3.0和地船製片公司（Earthship Productions）的共同創始人。除了電影製作外，他還是一名《國家地理》海洋探險家，並製作了許多關於海洋主題的紀錄片，包括2003年的《深淵遊魂》和2005年的《深海異形》。卡梅隆還對水下拍攝和遙控潛水器技術做出了貢獻，並幫助創建了數位3D融合攝影系統。 2012年，他成為第一個獨自潛入地球海洋最深處——馬里亞納海溝的人，他透過駕駛深海挑战者号潛水器上實現了這一壯舉。
卡梅隆的電影全球票房總收入超過80億美元，使他成為有史以來票房第二高的電影導演。他執導的三部電影分別位列有史以來票房最高的四部電影之中，包括《阿凡達》、《阿凡達：水之道》和《鐵達尼號》（1997年）分別是票房最高、第三高和第四高的電影。卡梅隆成為歷史上首位執導兩部全球票房超過20億美元的電影的導演，並且是唯一一位執導的三部電影全球票房超過20億美元的導演。2010年，《時代雜誌》將卡梅隆列為全球100位最具影響力的人之一。此外，卡梅隆也是一位環保主義者，經營著幾家可持續發展的企業。

## 生平
詹姆斯·卡梅隆生于加拿大的安大略省的一个名为Kapuskasing的地方。他父亲菲利浦·卡梅隆（Phillip Cameron）是一位电子工程师，母亲雪莉·卡梅隆（Shirley Cameron）则是一位艺术家。全家于1971年移居到美国加利福尼亚州的南部城市贝瑞阿。他曾在加州的兩年制社區學院学习物理学，但沒多久又改主修英文，却在開學前自己休學。他到南加州大學的圖書館找資料自修學習電影特效技術，並用開卡車賺錢的空檔寫劇本。他首先以编剧开始他的职业生涯，后来又转向电影的艺术导演以及特效处理工作（例如在电影《世纪争霸战》 以及中）。于1981年开始他的导演生涯之前，他还担任过电影Roger Corman的制片。
卡梅隆电影的突破开始于他的特效小组，该特效小组的工作开始于《终结者》。而后来他导演的《终结者2：审判日》是少量使用电脑特技，该片最终获得了奥斯卡的最佳视觉效果、最佳混音、最佳化妆和最佳音效剪辑四项大奖。卡梅隆在1997年导演的电影《泰坦尼克号》同样大范围地使用了电脑特技，也获得了奥斯卡最佳视觉效果奖。《泰坦尼克号》成为当时投资最为昂贵、票房收入最高也是投资回报最为丰厚的电影。在这部平了奥斯卡获奖记录的电影所获得的十一项大奖中，有三项是属于卡梅隆的，分别是最佳导演、最佳制片以及最佳剪辑。
2025年，卡梅隆宣佈2026年歸化紐西蘭，曾表示喜歡移居紐西蘭，2012年在紐西蘭男懷拉拉帕擁有一座大型牧場。

## 个人生活
他一共结过五次婚，他的前妻包括凯瑟琳·毕格罗（1989-91）、琳达·汉密尔顿（Linda Hamilton，1997-99）等人。现任妻子为苏茜·爱米斯（Suzy Amis），他们于2000年6月结婚。
他很喜欢深海潜水，已进行过72次深海潜水，其中33次是到泰坦尼克号的沉船地点。1997年拍摄《泰坦尼克号》时，他曾潜入海底12次以拍摄沉船画面。2012年3月25日，他独自乘坐“深海挑战者号”潜水艇，花了两小时抵达深度近11公里的西太平洋的马里亚纳海沟，并在海底逗留三个小时，这成为人类历史上第二次抵达最深海底的海底潜水，也是首位独自抵达该处的人。他本人的单人潜艇下潜最深纪录是在巴布亚新几内亚附近的太平洋海域下潜的8.2公里。

## 导演作品
- 《食人鱼2：繁殖（英语：Piranha II: The Spawning）》 （1981年）〔拍摄中途被撤换〕
- 《魔鬼終結者》(The Terminator） （1984年）
- 《異形2》（Aliens） （1986年）
- 《無底洞》（The Abyss） （1989年）
- 《魔鬼終結者2》（Terminator 2: Judgment Day） （1991年）
- 《魔鬼大帝：真實謊言》（True Lies） （1994年）
- 《鐵達尼號》（Titanic） （1997年）
- 《阿凡達》（Avatar） （2009年）
- 《阿凡達：水之道》（Avatar: The Way of Water） （2022年）
- 《阿凡達：火與燼》（Avatar: Fire and Ash） （預計於2025年12月19日上映）
- 《阿凡達4》（Avatar 4） （預計於2029年12月21日上映）
- 《阿凡達5》（Avatar 5） （預計於2031年12月19日上映）